# James Henschel
Jeremias „James“ Henschel (* 5. Februar 1863 in Hamburg; † 26. August 1939 in Scheveningen) war ein deutscher Kinopionier und Kaufmann aus Hamburg.

## Persönliches
James Henschel heiratete 1887 Friderike Blumenthal aus Lübeck und hatte mit ihr vier Töchter und einen Sohn.

## Das Kino-Imperium
James Henschel war je nach Darstellung der erste oder zweite Betreiber eines reinen Kinos in Hamburg, das nebenher nicht noch z. B. ein Lokal war. Im Dezember 1905 eröffnete er das Helios-Theater in der Großen Bergstraße 11/15 in Altona. Im Januar 1906 folgte das Belle-Alliance-Theater im Schulterblatt 115 mit 1.400 Sitzplätzen. Fast jährlich eröffnete er ein neues Lichtspieltheater. 1917 übernahm er das Passage Kino.
1918 trat die UFA an Henschel heran und überzeugte ihn, seine Firma und die meisten seiner Kinos an sie zu verkaufen. Henschel setzte durch, dass seine Schwiegersöhne Hermann Urich Sass und Hugo Streit Posten bei der UFA bekamen. Neben dem Kaufpreis ließ er sich auf 20 Jahre an den Gewinnen der Kinos beteiligen. Den Kaufpreis investierte Henschel in Grundstücke und Wertpapiere, überstand deswegen die Inflation gut und konnte seinen Schwiegersöhnen bei der Gründung ihrer Firma behilflich sein.

## Emigration
Die nationalsozialistische Judenverfolgung betraf auch James Henschel. Um zu seiner Tochter Bianca Kahn nach Holland auswandern zu können, war er gezwungen, seinen gesamten Besitz zu verkaufen und die Steuern und Abgaben für Auswanderer (Reichsfluchtsteuer, Judenvermögensabgabe) zu zahlen. Dadurch verlor er fast sein gesamtes Vermögen. Nach seinem Tod 1939 veranlasste die Gestapo seine Ausbürgerung.

## Liste der Kinos von James Henschel
Name des Kinos – Adresse – in Besitz seit
- Helios-Theater – (Große Bergstraße 11/15, Altona) – 1905
- Belle-Alliance Theater – (Schulterblatt 115, Eimsbütteler Str. 1) – 1906
- Victoria Theater – (Hammerbrookstraße 76) – 1906
- Palast Theater – (Hamburger Straße 5/9) – 1907[1]
- Waterloo Theater – (Dammtorstraße 14) – 1909
- Zentral Theater – (Wandsbeker Chaussee 162) – 1911
- Kammer Lichtspiele – (Grindelallee 6/8) – 1913
- Harvestehuder Lichtspiele – (Eppendorfer Baum 15) – 1913
- Lessing Theater – (Gänsemarkt 46/48) – 1913
- Passage Theater – (Mönckebergstraße 17) – 1917

1918 verkaufte James Henschel alle Kinos. Bis auf das Waterloo und das Victoria gingen alle in den Besitz der Ufa über, die hierfür zusammen mit James Henschel extra die J. Henschel GmbH gründete.